# Междупольный
Междупольный — посёлок в Зерноградском районе Ростовской области России.
Входит в состав Манычского сельского поселения.

## География

### Улицы
- ул. Новая,
- ул. Ростовская,
- ул. Успенская,
- пер. Восточный.

## Население
| 2010 |
| ---- |
| 311  |